# Phlyctaina lysis
Phlyctaina lysis là một loài bướm đêm trong họ Noctuidae.